# Banditi di Praga
Banditi di Praga je desáté studiové album české rockové skupiny Kabát, které vyšlo 10. prosince 2010 u vydavatelství EMI.
Hudební materiál skupina začala připravovat již v roce 2008, rok 2009 se nesl v oslavách dvacetiletého působení skupiny ve stejné sestavě v podobě speciálního Po čertech velkýho koncertu. Nicméně i přes náročné přípravy tohoto historicky významného milníku, skupina měl dost času pro nahrávání. Po klasickém postupu výběru hudby přišly na řadu texty Milana Špalka, ten se stal také autorem názvu desky. Nahrávání ve studiích SONO se protáhlo až do listopadu 2010, kdy skupina tak usilovně pracovala, že českého slavíka musel za skupinu přebrat Vladimír Kočandrle ze společnosti EMI. Podle textaře Špalka se jednalo o jedno z jeho nejhektičtějších nahrávání. Poslední práce se s producentem Milanem Cimfem vyšly pro píseň „Projdu zdí“, tři dny poté se album vydalo do výroby. Ačkoliv se nejedná o hitově potenciální album, jsou na albu písně, které se staly populární a skupina je premiérově prezentovala na halovém turné: „Banditi di Praga“, „Lady Gag a Rin“, „Don Pedro von Poltergeist“, „Ebenový hole“ či „Kávu si osladil (pro Frantu)“. Písně „Peří, prach a broky“ a „Schody“ skupina věnovala filmu V peřině režiséra F. A. Brabce. Album se paradoxně i přes své vydání stalo nejprodávanějším albem v ČR, s 68 000 kusy prodaných nosičů se stalo čtyřplatinové. Zároveň album docílilo celkový prodej 1 000 000 kusů prodaných nosičů, načež skupina byla oceněna diamantovou deskou, jejíž kopii přebral jeden vylosovaný fanoušek na koncertu v pražské O2 aréně.

## Seznam skladeb
| Pořadí | Název                                  | Autor                   | Délka |
| ------ | -------------------------------------- | ----------------------- | ----- |
| 1.     | Banditi di Praga                       | (Váňa/Špalek)           | 3:29  |
| 2.     | Matky & závity                         | (Špalek/Špalek)         | 2:09  |
| 3.     | Lady Gag a Rin                         | (Váňa/Špalek)           | 2:53  |
| 4.     | Kdeco nám zachutná                     | (Váňa/Špalek)           | 3:33  |
| 5.     | Kávu si osladil (pro Frantu)           | (Váňa/Špalek)           | 2:44  |
| 6.     | Ebenový hole                           | (Váňa/Špalek)           | 2:20  |
| 7.     | Projdu zdí                             | (Krulich/Špalek)        | 3:42  |
| 8.     | Narvi tam ten styl                     | (Váňa/Špalek)           | 2:25  |
| 9.     | Don Pedro von Poltergeist              | (Krulich/Špalek, Kodym) | 3:04  |
| 10.    | Potkali se v Paříži                    | (Váňa/Špalek)           | 2:08  |
| 11.    | Nesahej na můj drink                   | (Váňa/Špalek)           | 2:35  |
| 12.    | Kdo neskáče není Švéd                  | (Špalek/Špalek)         | 2:28  |
| 13.    | Mouse Decadence                        | (Váňa/Špalek)           | 3:12  |
| 14.    | Peří, prach a broky (bonusová skladba) | (Váňa/Špalek)           | 3:10  |
| 15.    | Schody (bonusová skladba)              | (Špalek/Milan Cimfe)    | 3:47  |

Milan Špalek své texty písní později okomentoval:

### Banditi di Praga
„Text písně je zmapováním situace v téhle republice.“

### Matky & závity
„Ta je proti těm organizovaným partám různých sekt, fašistů a podobně. Nějak se k tomu vyjadřujeme a pak řekneme nevadí, hlavně, že pasují matky a závity - čímž jsme řekli co jsme chtěli a tím to hasne.“

### Lady Gag a Rin
„V písni jsme se vyjádřili k tomu, jak jsme fungovali za komunistů.“

### Kdeco nám zachutná
„To je o takovém zvláštním, divném stavu a trochu v tom lítají i různé zakázaný věci.“

### Kávu si osladil (pro Frantu)
„Písnička je bilancováním. Sice jsme na to ještě mladí, ale bilancuješ; je to pro víc kamarádů, kteří odešli. Taková smutná píseň s veselou náladou. Jednou se tam nahoru dostaneme všichni.“

### Ebenový hole
„Tak to je snad jasný, k tomu není co dodat (smích). To se stalo, že jo. To je podle pravdivého příběhu.“

### Projdu zdí
„Stav, ve kterém se člověk nachází, když se v některých věcích neumí rozhodnout. Je dobré se rozhodnout a ne pořád v ruce obracet minci. V tom si každý najde různé asociace.“

### Narvi tam ten styl
„Člověk si občas chce zahrát nářez, protože jsme na tom vyrostli a zkrátka "kdo mi hračky vzal, zatímco já spal“. Kdysi jsme tak prostě hráli a tak jsme si to chtěli vyzkoušet, jestli to ještě stihneme zahrát.“

### Don Pedro von Poltergeist
„Dá se říci, že písnička je takovým varováním před drogami.“

### Potkali se v Paříži
„V "Potkali se v Paříži“ jde o krásný vztah ženy s mužem, jenže muž byl svině. (smích)“

### Nesahej na můj drink
“Člověk sedí v hospodě a všímá si lidí okolo a zjistí, že když se někdo napije, tak je strašně chytrý a všemu rozumí. Zjistí, že až tak ty lidi okolo chytrý nejsou, že jenom tak povídají a chlubějí se.“

### Kdo neskáče není Švéd
“No to je úplná kravina. Je to dokonce stará písnička (měla být na Corridě, ale nebyla otextovaná; respektive byla, ale blbě). Říkal jsem: „Hele, pojďte ji tam dát a já napíšu text, který bude úplně jako volný, prostě legrace.“

### Mouse Decadence
“To je klasika. To je myšáček. Já jsem psal texty na tuhle desku a sedl jsem si ven pod pergolu a napsal jsem úchylnou básničku, dá se říct pro děti a vůbec jsem nevěděl, že přijde na tu desku. Já ji napsal a oni říkali: „Ty vole, ty máš psát na desku a ne takovýhle úchylný věci“. Já jsem říkal, že jo a pak jsem přišel a napadlo mě, co kdyby se to zazpívalo do pecky, kde není text. Nakonec jsem to udělal a oni řekli: To je jasný, to tam dáme. Já jsem se tomu hrozně bránil a nakonec to tam je, no...“

### Peří, prach a broky
“Tak to je do té pohádky udělané, že jo. Ale je to pecka, kterou jsme nedělali cíleně do pohádky, my už jsme jí měli tak nějak udělanou, já ji otextoval trochu podle pohádky, ale je to spíš o tom, že ti odejde přítel (nemyslím umře), ale prostě ti zmizí ze života a štve tě to.“

### Schody
“Někdo to má lehoučký, někdo složitý. Někomu všechno vychází a někdo se prostě se vším hrozně se... a nejde mu to. Prostě furt se někam pachtíš a nakonec se tam dopachtíš oběma styly. Buď ti to jde nebo nejde, ale vždycky se tam nakonec nějak dopachtíš.“

## Obal
Po několika letech se skupina rozhodla na přední stranu desky umístit své tváře. Slovní hříčku Banditi di Praga si Milan Špalek dlouho nesl v hlavě a právě téma banditů se dočkalo otextování. Název Banditi di Praga měl představovat zločinecký gang skládající se z pěti banditů s falešnou identitou. Skupina se na fotografování přebalu připravila podobně jako skupina Beatles pro album Sgt. Pepper's Lonely Hearts Club Band, oblékla si kostýmy (napovídající jejich falešnou identitu) a nalíčila tváře jizvami. Josef Vojtek měl ve svém kostýmu představovat cirkusového principála, Milan Špalek zas bohatého měšťana s cylindrem, Ota Váňa představoval admirála v uniformě, Tomáš Krulich bankéře v šedém obleku a Radek Hurčík coby obávaného drákulu. Fotograf František Ortmann skupinu vyfotil v historické části Prahy na březích Karlova mostu, obrázky byly použity pro přebal i samotný booklet s texty písní.

## Videoklipy
Videoklip k titulní písni natočil režisér F. A. Brabec, který se skupinou spolupracoval již na klipech „Burlaci“ a „Malá dáma“. Videoklip znázorňuje onen pětičlenný zločinecký gang Banditi di Praga, který pozve několik lidí na falešný banket a právě tam bezbranné návštěvníky okrade. Poté nasedne do vozu značky Praga a ve svém doupěti se odlívá sošku Anděla, zatímco hostující Karel Gott si v roli zombie odlívá svého „dalšího“ slavíka. Nedošlo k realizaci videoklipu „Ebenový hole“ a tak skupina pořídila pouze záběry z halového turné 2011.
| Rok natáčení               | Název písně                 | Režie        |
| -------------------------- | --------------------------- | ------------ |
| prosinec 2010 - leden 2011 | „Banditi di Praga“          | F. A. Brabec |
| březen 2011                | „Don Pedro von Poltergeist“ | -            |
| 2012                       | „Schody“                    | F. A. Brabec |

## Obsazení

### Kabát
- Josef Vojtek – zpěv
- Milan Špalek – basa, zpěv
- Ota Váňa – kytary, mandolína, sbory
- Tomáš Krulich – kytary
- Hurvajs – bicí, sbory, trumpetka a kohoutek, vozembouchem vozembouchal

### Hosté
- Divokej Bill – sbory (4 a 15)
- Vojta Lavička – housle (14)
- Radek Pobořil – akordeon (15)
- smyčcové kvarteto v aranži Alexandra Khristianova (15) v obsazení
  - housle: Štěpán Pražák
  - 2. housle: Marko Ferenc
  - viola: Tomáš Kamarýt
  - violoncello: Josef Pražák